# Concerto per violino e orchestra n. 1 (Prokof'ev)
Il Concerto per violino n. 1 in Re maggiore è il primo di due concerti per violino di Sergej Sergeevič Prokof'ev; il musicista lo scrisse fra il 1916 e il 1917. Fu rappresentato per la prima volta solo parecchi anni dopo la composizione, nel 1923.

## Storia
Quando scoppiò la Rivoluzione di febbraio, Prokof'ev si trovava a Pietrogrado e salutò con entusiasmo la fine del regime zarista. Non potendo più spostarsi all'estero per tenere concerti, si dedicò intensamente alla composizione; inizialmente si trasferì nelle vicinanze della città per poi raggiungere la madre, nel mese di agosto, nel Caucaso a Kislovodsk per timore degli eccessi dei moti rivoluzionari. Qui il musicista si dedicò alla composizione della Sinfonia Classica, delle Visions fugitives per pianoforte e terminò il primo Concerto per violino che aveva già iniziato nel 1916.

A causa dei problemi nati con i disordini rivoluzionari, il Teatro Mariinskij dovette eliminare alcune rappresentazioni; fu sospesa anche la prima esecuzione del Concerto per violino di Prokof'ev per la mancanza di un violino solista. Il compositore nel frattempo si esibì in diversi concerti, ma il suo desiderio era partire per gli Stati Uniti dove un mecenate, l'industriale Cyrus McCornick conosciuto in precedenza, aveva promesso di agevolarlo nella carriera grazie alle sue conoscenze nel mondo musicale. Prokof'ev chiese il permesso per l'espatrio che gli fu concesso e partì il 7 maggio 1918 per gli USA con l'intenzione di restare per qualche mese; passarono invece ben nove anni prima che egli toccasse ancora il suolo russo per una serie di concerti 

Nell'ottobre del 1923 Prokof'ev, pochi giorni dopo il suo matrimonio, da Ettal in Baviera raggiunse il direttore d'orchestra Serge Koussevitzky a Parigi per la prima del suo concerto. Nel 1918 l'interprete avrebbe dovuto essere il violinista polacco Paweł Kochański, amico del compositore e suo consulente per la parte tecnica. Per la prima del 18 ottobre all'Opéra la parte solistica fu proposta a diversi violinisti di fama, tra cui Bronisław Huberman, ma nessuno volle accettare l'incarico; il direttore finì con affidare la parte al primo violino dell'orchestra, Marcel Darrieux. Il 1º giugno del 1924 il Concerto per violino venne eseguito nuovamente al Festival di Praga con la direzione di Fritz Reiner e interpretato magistralmente da Joseph Szigeti.

## Struttura e analisi
L'articolazione dei movimenti è opposta rispetto a quella tradizionale, dato che il concerto inizia e finisce con i tempi lenti, mentre al centro viene posto un breve movimento veloce:
1. Andantino
2. Scherzo. Vivacissimo
3. Moderato

Le reazioni del mondo musicale alla prima parigina del Concerto per violino fu manovrata soprattutto dal Gruppo dei Sei per cui Prokof'ev provava una schietta antipatia; fu in primo luogo Georges Auric a denigrare il concerto definendolo "artificiale e mendelssohniano", sottolineando come, secondo loro, il brano di Prokof'ev non fosse a passo con i tempi.

Certo è che degli echi rivoluzionari di quegli anni non trasparì nulla nella musica di Prokof'ev scritta allora; anzi, la Sinfonia Classica è tutt'altro che un'opera rivoluzionaria con i suoi aspetti neobarocchi e neoclassici; anche nel Concerto per violino il musicista non cercò alcuna provocazione, Il suo lavoro è elegante, dalle connotazioni melodiche ampie e di un lirismo intimo
Il primo movimento, insolitamente un Andantino, è un cantabile cesellato finemente; le sonorità "sognanti" del violino giungono a toccare , soprattutto nella parte finale, le note più acute dello strumento, accompagnate da un'orchestra sempre un po' in secondo piano, quasi sommessa.

Lo Scherzo ha invece toni ironici, quasi sarcastici, come nel miglior Prokof'ev; è un brano rapido, divertente, dove il ritmo riprende un ruolo importante. La partitura gioca su salti di intervalli e su un contrasto timbrico fra i pizzicati del violino e le sonorità degli ottoni, sempre accompagnati dalle percussioni.

Il tempo finale, Moderato, riprende l'aspetto lirico del primo movimento; l'orchestra assume un valore più importante dialogando intensamente col solista, passando quindi a un Allegro moderato fino alla conclusione.

## Organico
Violino solista, ottavino, due flauti, due oboi, due clarinetti, due fagotti, quattro corni, due trombe, basso tuba, timpani, tamburo, tamburello basco, arpa, archi.